# Sjedinjene Američke Države
Sjedinjene Američke Države, također se često koristi pokrata SAD (eng. United States of America, USA, U.S.), savezna je republika u središnjoj Sjevernoj Americi, koja se prostire od Atlantika na istoku do Tihog oceana na zapadu. Graniče na kopnu s Kanadom na sjeveru i Meksikom na jugu, dijele morsku granicu s Rusijom na zapadu i posjeduju skup teritorija širom svijeta. Država se sastoji od 50 saveznih država, koje imaju lokalnu autonomiju u skladu s federalnim sustavom. Državljane Sjedinjenih Američkih Država obično nazivamo Amerikancima.
Sjedinjene Američke Države nastale su deklaracijom trinaest britanskih kolonija 1776. godine, kojom one utvrđuju svoju slobodu i nezavisnost.
S 9,83 milijuna km2 i preko 300 milijuna stanovnika, Sjedinjene Države su treća najveća zemlja na svijetu po ukupnoj površini, a treća po veličini kopna i broju stanovnika. Sjedinjene Države su jedna od etnički najraznovrsnijih zemalja na svijetu, što je posljedica masovne imigracije iz mnogih država, pogotovo za vrijeme prvog i drugog svjetskog rata. 
Gospodarstvo Sjedinjenih Američkih Država je najveće u svijetu, s nominalnim BDP-om od 13 bilijuna dolara u 2006. godini (preko 25,5 % ukupnog svjetskog bruto društvenog proizvoda).
Naciju je osnovalo 13 bivših kolonija Velike Britanije koje su se prostirale duž atlantske obale. Proglasivši se „državama“ 4. srpnja 1776. godine usvojile su Deklaraciju nezavisnosti. Pobunjeničke države pobijedile su Veliku Britaniju u Američkom ratu za neovisnost, što je bio prvi uspješni rat neke kolonije za neovisnost. Federalna konvencija je 17. rujna 1787. godine usvojila danas važeći Ustav Sjedinjenih Američkih Država, a ratificirajući ga naredne godine, države su postale dijelovi jedinstvene republike. Povelja o pravima, sastavljena od deset ustavnih amandmana, ratificirana je 1791. godine.
U 19. stoljeću, SAD su prisvojile teritorije koje su pripadale Novoj Francuskoj, Španjolskoj, Velikoj Britaniji, Meksiku i Ruskom Carstvu, a izvršile aneksiju na Republiku Texas i Havaje. Sporovi između agrarnog juga i industrijskog sjevera povodom prava država i ekspanzije ropstva, doveli su do Američkog građanskog rata 1861. – 1865. Pobjedom Sjevera spriječena je trajna podjela zemlje, a potom i ukinuto ropstvo. Španjolsko-američki rat i prvi svjetski rat potvrdili su položaj SAD kao vojne sile. 1945. godine Sjedinjene Države su izašle iz Drugog svjetskog rata kao prva zemlja s nuklearnim oružjem, stalni član Vijeća sigurnosti Ujedinjenih naroda i osnivač NATO pakta. Završetkom hladnog rata i raspadom Sovjetskog Saveza, SAD su ostale jedina supersila, koja dominira u ekonomiji, politici, diplomaciji, kulturi i vojnoj sili, a samo za obranu troši preko 50 % svjetskih ulaganja.

## Povijest
Kristofor Kolumbo je 1492. doplovio do Amerike i tako započeo europsku kolonizaciju. Misleći da je pronašao novi put za Indiju, on je pronašao novi kontinent. Na području današnjeg SAD-a živjelo je tada oko 1,5 milijuna Indijanaca. Do prve polovice 18. stoljeća osnovano je 13 kolonija na Istočnoj obali. Broj stanovnika do 1776. iznosi već oko 2,5 milijuna. 
Sukobljavanje francuskih i britanskih interesa dovelo je do niza ratova koji kulminiraju Sedmogodišnjim ratom (1756. – 1763.), koji završava pobjedom Velike Britanije. Neugrožene od Francuza i Indijanaca, kolonije postaju sve manje ovisne o matičnoj zemlji, a 1775. počinje Američki rat za neovisnost. Dana 4. srpnja 1776. Kongres je objavio Deklaraciju neovisnosti. Amerikanci pod zapovjedništvom Georgea Washingtona 1781. konačno pobjeđuju britansku vojsku. Trinaest kolonija proglasilo se Sjedinjenim Američkim Državama. Godine 1787. usvojen je Ustav, a Washington je izabran za prvog predsjednika, a dužnost je obnašao do 1797.
Za predsjednika Thomasa Jeffersona (1801. – 1809.) SAD je značajno povećao teritorij kupnjom Louisiane od Francuza 1803. Pomorsko suparništvo s Velikom Britanijom kulminiralo je ratom (1812. – 1814.). Florida je kupljena od Španjolaca, a aneksija Teksasa 1845. izazvala je rat s Meksikom (1845. – 1848.), nakon čega SAD povećava teritorij Novim Meksikom i Kalifornijom, proširivši se do Tihog oceana. 
Razlike između industrijskog Sjevera i poljoprivrednog Juga sve više jačaju, a kulminiraju izborom Abrahama Lincolna, protivnika ropstva, za predsjednika 1860. Južne države se odcjepljuju i osnivaju Konfederaciju te počinje Američki građanski rat (1861. – 1865.). Lincoln donosi proglas o ukidanju ropstva u južnim državama 1863., a rat završava pobjedom Sjevera odnosno Unije 1865., što konačno dovodi i do potpunog ukinuća ropstva u SAD-u. 
Godine 1867. SAD kupuje od Rusije Aljasku za 7,2 milijuna dolara. U tri desetljeća nakon građanskog rata SAD postaje prva industrijska sila svijeta. Nakon rata protiv Španjolske (1898.) anektirala je Havaje, Portoriko, Filipine i učvrstila se na Kubi. Predsjednik Theodore Roosevelt intervenira u cijelom nizu država Latinske Amerike. Otvaranjem Panamskog kanala 1914. SAD postaje istaknuta svjetska sila sa stanovništvom koje je, velikim useljavanjem, naraslo na 92 milijuna. 
U 1. svjetskom ratu SAD je isprva neutralan, ali 1917. ulazi u rat te doprinosi pobjedi Antante. Za predsjednikovanja Woodrowa Wilsona (1913. – 1921.) SAD ima odlučnu ulogu na mirovnoj konferenciji u Versaillesu. Godine 1929. izbija Velika gospodarska kriza (1929. – 1939.), koju ublažava predsjednik Franklin Delano Roosevelt (1933. – 1945.) politikom New Deala. Sa zemljama Latinske Amerike uspostavljeni su dobrosusjedski odnosi, evakuirani su Haiti, Nikaragva i Kuba, priznata je neovisnost Filipina. 
SAD je u 2. svjetskom ratu isprva neutralan, ali nakon napada imperijalnog Japana 1941. ulazi u rat protiv sila Osovine u Europi i na Pacifiku. Baca atomsku bombu na Japan i prisiljava ga na kapitulaciju. 
Bitan je čimbenik stvaranja NATO-a 1949. godine. Zaoštravaju se odnosi sa SSSR-om (hladni rat). SAD pomaže Južnu Koreju u Korejskom ratu (1950. – 1953.) Kubanska kriza izbija 1962. U srpnju 1969. američki astronauti spuštaju se na Mjesec. U šezdesetima i sedamdesetima dolazi do američke vojne intervencije u Vijetnamu i u Dominikanskoj Republici. 
Od 1994. SAD se angažira u rješavanju sukoba na prostoru bivše Jugoslavije; potkraj 1995. posreduje u zaključenju Daytonskog sporazuma. Nakon raspada SSSR-a, SAD postaje jedina svjetska velesila. 
Godine 1992. vojno intervenira protiv Iraka (Zaljevski rat) nakon iračke okupacije Kuvajta. Godine 1999. predvodi NATO-ve napade na SR Jugoslaviju radi rješenja Rata na Kosovu. George Walker Bush izabran je za predsjednika 2001. i 2004. Nakon terorističkog napada Al Qaide 11. rujna 2001., SAD vojno intervenira u Afganistanu. 
Godine 2001. SAD i saveznici pokreću tzv. Rat protiv terorizma pod imenom operacija Trajna sloboda. Godine 2003. kreće operacija Iračka sloboda -– invazija na Irak. Saveznici okupiraju Irak, ali bivaju uvučeni u mukotrpan gerilski rat s iračkim gerilcima. U prosincu 2011. godine američka se vojska povlači iz Iraka.
Krajem 2000-ih SAD ostaje predvodnik NATO-a, održava vojnu prisutnost u više država (Japan, Južna Koreja, Bahrein, Katar, Njemačka i dr.) te ratuje u Afganistanu i Iraku.

## Državno uređenje i politika
Vlast i politika Sjedinjenih Država zasnovane su na Ustavu Sjedinjenih Američkih Država, napisanom 1787. godine. Ustav iz 1787. je do danas dopunjen s nekoliko amandmana. Prvih deset su prihvaćeni nedugo poslije nastanka samog ustava. Grupno se nazivaju "Povelja o pravima" (Bill of Rights), a odnose se na osnovna prava državljana Sjedinjenih Američkih Država, kao što su pravo na slobodu govora i vjeroispovjesti.
SAD ima predsjednički sustav te je federalna demokracija, koja se sastoji od izvršne, zakonodavne i sudske vlasti. Izvršna vlast se sastoji od predsjednika i njegova kabineta, uz dodatak raznih državnih službi. Na čelu države i izvršne vlasti je predsjednik SAD-a (sadašnji 47. predsjednik je Donald Trump, koji obnaša dužnost od 2025. godine). Predsjednik SAD-a je predsjednik države i predsjednik vlade u jednoj osobi. Predsjednik SAD-a je također vrhovni zapovjednik oružanih snaga Sjedinjenih Američkih Država.
Zakonodavna vlast je Kongres Sjedinjenih Američkih Država, koji se sastoji od Zastupničkog doma (House of Representatives) i Senata (Senate). Zastupnici i senatori su podijeljeni po saveznim državama. U Domu Zastupnika svaka savezna država ima broj predstavnika razmjeran njenom broju stanovnika, dok u Senatu svaku državu zastupaju dva senatora. Broj zastupnika u Domu Zastupnika je 435. Senat trenutno čini 100 senatora.
Sudska vlast se sastoji od svih sudova u Sjedinjenim Državama. Vrhovni sud Sjedinjenih Američkih Država ima devet sudaca, koji imaju doživotni mandat. Nakon smrti ili povlačenja suca, predsjednik SAD-a nominira novog suca, kojega se šalje Senatu koji bi ga trebao potvrditi.
Svaka savezna država u Sjedinjenim Državama ima svoju vladu, čije su granice moći ispod razine moći federalne vlade. Koje točno ovlasti svaka država može imati je tema mnogih rasprava u američkoj politici. Glavne političke stranke Sjedinjenih Država su Republikanska Stranka i Demokratska Stranka.
Sjedinjene Američke Države se ponose s najstarijim pisanim Ustavom na svijetu i, po danas važećem Ustavu, one se sastoje od 50 država s ograničenom autonomijom u kojima savezni zakoni imaju veću težinu od zakona pojedinih država te jednog saveznog područja. U nadležnost federacije spadaju sljedeća područja (spomenuta su najvažnija):
- obrana federacije (vojska),
- vanjski poslovi,
- porezi (na saveznoj razini),
- monetarni sustav,
- poštanska služba.

Najviša tijela vlasti su Predsjednik, Kongres te Vrhovni savezni sud.

## Zemljopis

### Reljefne različitosti
Reljef SAD-a vrlo je raznolik i u njemu se izdvajaju četiri velike reljefne cjeline: Apalači, obalne ravnice, središnje nizine i Kordiljeri. Aljaska i Havaji izdvojeni su iz te podjele i obuhvaćaju se posebnim regionalnim pregledom. 
1. Paralelno s istočnom obalom Atlantskog oceana pruža se paleozojski planinski lanac Apalača (Appalachians), bogat rudama, a posebice ugljenom. Tijekom duge geološke prošlosti Apalači su prilično zaravnjeni pa im najviši vrh dopire do samo 2045 metara.

1. Uz obale Atlantskog oceana prostiru se obalne ravnice. Obalna ravnica uz Meksički zaljev kao klin se zabija 900 km uz Mississippi do ušća rijeke Ohio. Obalna ravnica uz Atlantski ocean blago se spušta od obronaka Apalača prema Atlantskom oceanu. Između tih dviju obalnih ravnica nalazi se reljefna posebnost, 640 km dug vapnenački poluotok nastao u tercijaru – Florida. Na niskom poluotoku prostrane su močvare.
2. Na cijelom prostoru između Apalača i Stjenjaka rasprostire se širok prostor središnjih ravnica oko porječja Mississippija, koji je u južnom dijelu širok oko 2000 km, a u sjevernom 3000 km. Cijeli taj prostor nije homogen pa se izdvaja:
  - istočni prijelazni pojas, koji se nalazi neposredno uz Apalače i uz blagi pad prema zapadu prostire se do rijeke Mississippi;
  - ravničarski prostor uz Velika jezera ima oblik trokuta čije su stranice rijeke Ohio i Missouri te Velika jezera;
  - relativno nizak ravnjak Ozark- Ouachita umetak je prekambrijskih i paleozojskih stijena, koji strši iz mlađim sedimentima zatrpanih ravnica, a geološki je nastavak Apalača. Bogat je rudama ali nema ugljena;
  - Visoki ravnjaci obuhvaćaju golem prostor od Meksika do Aljaske i vrlo se lagano uzdižu od istoka do Stjenjaka; većim dijelom se nalaze zapadno od izohijete od 500 mm, koja je u doba osvajanja američkog zapada nazvana i "death line" (crta smrti). Naime, zapadnije od te crte koja se poklapa s približno 100° zapadne geografske duljine ima sve manje padalina pa stoga prirodno uspijeva samo trava. Ravnjaci su vrlo plodni, ali samo ako im se dovede voda.
3. Vrlo širok i geološki mlad planinski lanac Kordiljera dijeli se na Stjenjak, ravnjake i zavale i pacifički priobalni prostor Kordiljera. 
  - Stjenjak (Rocky Mountains) je najveći i najviši planinski lanac Sjeverne Amerike, a pruža se preko sjevera Aljaske, od planine Brooks, kroz Kanadu, SAD, Meksiko i preko Srednje Amerike nastavlja se u Južnu Ameriku kao Ande. Nastao je alpskom orogenezom te ima vulkanske aktivnosti. Brojni su vrući izljevi lave, a najpoznatije takvo područje jest nacionalni park Yellowstone. Najveće visine mu prelaze 4000 m, ali sam lanac nije bio prepreka pri osvajanju zapada, jer se prijevoji nalaze na oko 1600 m, a gotovo do njih uzdižu se laganim usponom visoki ravnjaci.
  - Najveće poteškoće prilikom osvajanja zapada pričinjavao je širok pustinjski i polupustinjski pojas ravnjaka i zavale između Stjenjaka na istoku i Sierra Nevade i Primorskog gorja na zapadu. Ističe se nekoliko zavala od kojih su važnije; Velika zavala (Great Basin), Colorado (ravnjak), Gila ravnjak (Hila) i Kolumbijski ravnjak.
  - U pacifičkom priobalnom prostoru Kordiljera razlikuju se tri osnovna dijela:
    - Primorsko gorje (Coast Range), koje dosiže visinu do 1600 m te je reljefna zapreka vlažnim vjetrovima s Tihog oceana. Zbog toga ima velike količine padalina, koje omogućuju rast šuma, od kojih se posebno ističu šume divovskih sekvoja (mamutovac). Na nekoliko mjesta presječene su rijekama i tu su se razvile luke (San Francisco, Portland i Seattle);
    - Granitni masiv Sierra Nevade i vulkanski niz Kaskadnoga gorja paralelni su s Primorskim gorjem i visine im prelaze 4000 m;
    - središnje doline (San Joaquin, Sacramento, Kalifornijska dolina) koje se nalaze između Sierra Nevade i Kaskadnih planina na istoku i Primorskih planina na zapadu, navodnjavanjem su pretvorene u vrlo plodne poljoprivredne površine.

Na formiranje današnjeg reljefa SAD-a i Kanade utjecala je pleistocenska glacijacija. Tijekom dva milijuna godina ledeni pokrov je pokrivao kanadski štit i višestruko se spuštao prema jugu, pri čemu je trošio stijensku podlogu (egzarazija). Na planinama na zapadu bili su brojni ledenjaci. Naglašeno trošenje bilo je na dodiru starijih stijena kanadskog štita i mekših mlađih stijena južnije od njega, pri čemu je led jače izdubio mekšu podlogu. Nakon završetka ledenog doba udubine u podlozi napunile su se vodom te je nastao širok pojas jezera (Velika jezera, Winnipeg, Manitoba, Reindeer, Athabasca, Great Slave- Veliko ropsko jezero, Great Bear- Veliko medvjeđe jezero). Ledenjaci su odredili i tokove rijeka Ohio o Missouri koje nam dokazuju dokle je na jug dopirao ledeni pokrov.

## Oružane snage
SAD ima pet rodova oružanih snaga:
- Kopnena vojska
- Ratna mornarica
- Ratno zrakoplovstvo
- Korpus mornaričkog pješaštva (marinci)
- Obalna straža

Poredani su po veličini. Obalna straža jedina smije štititi zakon SAD-a. Marinci su ti koji prvi rade desante na neprijateljske obale i, za razliku od ostalih rodova, ne trebaju dopuštenje Kongresa za napad. To znači da su pod potpunom vlasti Predsjednika.

## Regionalizacija
SAD su izuzetno prostrane, reljefno i klimatski raznolike, što uzrokuje velike regionalne posebnosti i brojne regionalizacije prema raznim kriterijima.
- Sjeveroistok

Države Connecticut, Maine, Massachusetts, New Hampshire, New Jersey, New York, Rhode Island i Vermont.
Ova regija obuhvaća samo 1,8 % površine SAD-a, ali sadrži 5,2 % stanovništva. Prvi doseljenici bili su engleski puritanci već 1620. godine. Nizak, brdovit i šumovit kraj sa starim stijenama podsjeća na Englesku pa je stoga regija nazvana Nova Engleska. U ovom prostoru bogatom ugljenom započela je industrijalizacija i urbanizacija SAD-a. Boston je najstariji, a New York najveći grad u SAD-u. New York je osnovan kao New Amsterdam, a 1664. godine kupuju ga Englezi i mijenjaju mu ime. Zbog najpovoljnijeg prometnog položaja bio je najvažnija imigracijska luka, kroz koju je u SAD uselilo više od 60 milijuna ljudi. I danas je važna američka luka s više od 100 km operativne obale. U gradu se nalazi čista industrija (moda, burze, brušenje dijamanata, tiskarska i sl.), a u susjednom New Jerseyju nalazi se prljava industrija. Značajniji gradovi su Rochester, New York i Buffalo, New York.
- Atlantska obalna ravnica

Države Pennsylvania, Maryland, Delaware, Virginia, Sjeverna Karolina, Južna Karolina, Georgia i Florida.
- Srednji zapad – Midwest

Države Zapadna Virginia, Kentucky, Ohio, Indiana, Illinois, Minnesota, Iowa, Missouri, Wisconsin i Michigan.
- Jug

Države Tennessee, Alabama, Mississippi, Arkansas, Louisiana, Kansas, Oklahoma i Teksas.
- Visoki ravnjaci

Države Južna Dakota, Sjeverna Dakota, Nebraska i Colorado.
- Unutrašnji platoi i zavale

Države Montana, Idaho, Wyoming, Nevada, Utah, Novi Meksiko i Arizona.
- Kalifornija

- Sjeverozapad

Države Oregon i Washington.
- Nove zemlje

Države Aljaska i Havaji.

## Klima

### Klimatske različitosti
Velik prostor SAD-a ima i velike klimatske različitosti, na koje utječu reljefne posebnosti i položaj unutar globalne cirkulacije zračnih masa. Apalači i Kordiljeri čine svojevrsni lijevak koji zimi usmjerava hladne zračne mase sa sjevera prema jugu, pa mraz oštećuje mnoge kulture (npr. pamuk, južno voće). Obrnuto, ljeti se kroz taj lijevak s juga prema sjeveru probijaju tople i vlažne zračne mase, što povoljno djeluje na sve kulture, npr. na pšenicu i kukuruz, pa se taj pojas naziva cornbelt (eng. "corn" = "kukuruz", "belt" = "pojas").
Na dodiru različitih zračnih masa često nastaje vrtložni sustav – tornado. Sa sjevernijeg Tihog oceana pušu stalni vlažni vjetrovi, koji sjevernoj pacifičkoj obali i unutrašnjosti donose velike količine vlažnog zraka. Najviše je padalina na Obalnim planinama, Sierra Nevadi i Kaskadskom gorju, a dalje prema istoku puše relativno suh i topao chinook, vjetar fenskog tipa. I s juga, iz Meksičkog zaljeva dolaze vlažne zračne mase, koje prodiru daleko na sjever.

### Tipovi klime
U SAD-u postoji nekoliko tipova klime:
- Umjereno tople kišne klime su karakteristične za srednji i istočni dio SAD-a.
- Sredozemnu klimu s malo padalina u toplom dijelu godine imaju obale Pacifika; prirodna vegetacija ovih dijelova je borova šuma.
- Suhe pustinjske i polupustinjske klime su uz obale Pacifika i na prostorima visokih ravnjaka i zavala, a biljni pokrov je oskudan – većinom trava i kaktus.
- Najviši planinski dijelovi imaju snježno-šumsku klimu.

Jak modifikatorski utjecaj imaju hladna Labradorska i Kalifornijska morska struja.

## Gospodarstvo

### Čimbenici razvoja SAD-a
SAD spada u sam svjetski vrh po gospodarskoj snazi i životnom standardu većine građana. Brojni su čimbenici koji su omogućili takvo stanje: golem prostor, povoljna klima, povoljni uvjeti za poljoprivredu, golemo rudno bogatstvo, brojno, različito i dobro školovano stanovništvo, dugotrajna neovisnost, dugotrajno razboblje bez ratova na domaćem tlu, preskakanje feudalizma, vrlo jak sindikalni pokret, veliki kapital i politička stabilnost demokratskog sustava i tržišnog gospodarstva, pri čemu se demokratska smjena političkih stranaka na vlasti ne odražava bitnije na tijek razvoja gospodarstva i standard stanovnika.

### Obilježja gospodarstva SAD-a
Temelj američkog gospodarstva jest slobodno tržište i poduzetništvo gdje se poslovne odluke donose u skladu s tržišnim očekivanjima i potrebama. Državni utjecaj se osjeća u npr. makroekonomskoj politici kamata i slično. Povoljan okvir za razvoj gospodarstva jesu i pozitivni zakoni, koji su već dugo snazi u SAD-u kao npr. antimonopolistički zakoni, koji ni jednom poduzeću ne dopuštaju monopol proizvodnje i određivanja cijena, jer tada najčešće potrošač mora plaćati previsoku cijenu proizvoda. Zakonima su zaštićeni potrošači od nekvalitetne i štetne robe, radnici od loših radnih uvjeta, kao i okoliš od pretjeranog onečišćenja. Iz državnog se proračuna izdvajaju sredstva za istraživanje i razvoj raznih industrija i proizvoda, što pomaže brojnim regijama i gradovima u postizanju većeg stupnja razvoja.
Poljoprivredom se bavi relativno mali broj stanovništva – 2,7 %, ali poljoprivredna je proizvodnja u SAD-u među najproduktivnijima u svijetu. Obilježavaju je veliki posjedi, najsuvremenija mehanizacija i kemijsko-tehnička zaštita, a poticaj joj daju veliko unutrašnje tržište i političko-gospodarske veze SAD-a sa svijetom, gdje se plasiraju viškovi. U SAD-u se proizvodi gotovo sve, a proizvodnja je prema klimatskom uvjetima podijeljena na pojaseve. Na krajnjem suptropskom jugoistoku, Floridi, proizvode se agrumi, a na jugu pamuk, duhan i soja. Na nepreglednim njivama središnjih ravnica od Apalača do Stjenjaka (umjereno tople kišne klime) zasijani su kukuruz i pšenica (corn belt – žitni pojas), koji služe i za prehranu vrlo brojne stoke (hog belt – pojas svinja), koju nalazimo sve do Velikih jezera, gdje su u Chicagu najveće klaonice stoke. Na sjeveroistoku je značajno mljekarstvo i voćarstvo. Suhi i planinski prostori na zapadu nepogodni su za poljoprivredu, a u zaštićenim dolinama na krajnjem zapadu uspijeva voće i povrće. Prirodno suha Kalifornijska dolina stalno se navodnjava pa je nazivaju "najskupljim vrtom Amerike". 
U sekundarnim djelatnostima radi 23,9 % Amerikanaca. SAD proizvodi i troši najviše energije na svijetu. Velika nalazišta nafte su u Teksasu, Kaliforniji i na Aljaski, a ugljena u Apalačima. Velika nalazišta prirodnog plina su uz Meksički zaljev, a većina rijeka iskorištena je za dobivanje električne energije. Na rijeci Tennessee izgrađeno je čak 30 brana. SAD je i najveća nuklearna sila, a koriste se zalihe uranija u državi Colorado. Na tako velikom i geološki različitom prostoru postoje sve potrebne rude koje se prerađuju u snažnoj industriji. U SAD-u nije započela industrijska revolucija, ali je izum pokretne trake (1913., Ford) bila svojevrsna revolucija kasnije industrijske proizvodnje u svijetu. 
Industrija se snažno razvila zahvaljujući bogatstvu energije, sirovina (šume, rude, poljoprivredni proizvodi) i brojnom te dobro školovanom stanovništvu. U suvremenim industrijskim pogonima proizvodi se gotovo sve, a svjetski poznati američki proizvodi su automobili (Ford, General Motors), računala (IBM, Compaq), zrakoplovi (Boeing), telefoni (Motorola) i dr. Ističu se tri industrijske regije: sjeveroistok (najveća), Meksički zaljev i pacifička industrijska regija (Los Angeles, San Francisco, Portland, Seattle). Današnja industija ima sve manje zaposlenih i sve više strojeva, robota i automatizacije.
Iako američka industrija proizvodi goleme količine roba, SAD su veći uvoznik nego izvoznik industrijskih proizvoda pa se stvara trgovinski deficit.
Većina stanovnika SAD-a, njih 73,5 %, radi u tercijarnim djelatnostima, od kojih su svjetski najznačajnija znanstvena istraživanja (svemir, vojna tehnologija, informatika, telekomunikacije, robotika, zrakoplovi, biotehnika, medicina). Najznačajnija svjetska koncentracija istraživačkih laboratorija i znanstvenika je u tvz. Silicijskoj dolini (Silicon valley). Veliko značenje u svijetu imaju i američke novčarske kuće (banke, burze, osiguravateljska društva), a značajne su i trgovine. U svijetu je bez konkurencije američka filmska industrija Hollywood, koja donosi goleme dobiti.

## Stanovništvo

### Populacija
Prvi su stanovnici Sjevernu Ameriku naselili prije 20 000 godina, u doba odledbe, kada je zbog niže razine oceana Beringov prolaz bio kopneni most između Azije i Amerike. Od tih prastanovnika potječu današnji američki Indijanci, a poznata su plemena Siouxa, Apaša, Irokeza, Čejena i drugi. U doba dolaska Europljana starosjedioci Indijanci bili su široko rasprostranjeni po kontinentu, jer im je za njihov način života trebalo puno prostora. Kolonijalizacija Amerike se odvijala u nekoliko valova. Prvi su došli Španjolci na Floridu, obale Meksičkog zaljeva i Kaliforniju. Poslije dolaze Englezi, Škoti, Irci, Nizozemci i Francuzi. Slijede Skandinavci, Nijemci te Talijani, Poljaci, Južni Slaveni i Azijati. 
Prema popisu iz 2000. SAD imaju 281 421 906 stanovnika, a u siječnju 2009. (procjena) oko 305 670 000 stanovnika. Broj stanovnika se više nego utrostručio tijekom 20. stoljeća. 
Dobna struktura (procjena iz 2020.):   
- 0-14 godina: 18,46 % (muškarci 31 374 555; žene 30 034 371)
- 15-24 godine: 12,91 % (muškarci 21 931 368; žene 21 006.463)
- 25-54 godine: 38,92 % (muškarci 64 893.670; žene 64 564 565)
- 55-64 godine: 12,86 % (muškarci 20 690 736; žene 22 091 808)
- 65 godina i više: 16,85 % (muškarci 25 014 147; žene 31 037 419)

Rast stanovništva: 0,7 % (2021.)
Stopa rođenih: 12,33 rođenih/1000 stanovnika (procjena iz 2021.) 
Stopa umrlih: 8,35 umrlih/1000 stanovnika (procjena iz 2021.) 
Imigracija: 3,03 migranata/1000 stanovnika (procjena iz 2021.) 
Očekivani životni vijek:
- stanovništvo: 80,43 godina
- muškarci: 78,18 godina
- žene: 82,65 godina

Pismenost: 
- ukupno stanovništvo: 97 %
- muškarci: 97 %
- žene: 97 %

Nezaposlenost: 4,9 %

### Rasa i podrijetlo
Većina Amerikanaca potječe od bijelih Europljana, njih oko 69 %. U novije vrijeme broj bijelaca se smanuje, zbog sve manjeg useljavanja iz Europe. Većina bijelih Amerikanaca podrijetlom su Nijemci (15,2 %), Irci (10,8 %), Englezi (8,7 %), Talijani (5,6 %) te Skandinavci (3,7 %). Također, mnogo ih je slavenskog podrijetla, većinom poljskog, ruskog te hrvatskog. 
Latinoamerikanci čine 13 % populacije SAD-a. Većinom su to imigranti iz Meksika te Središnje i Južne Amerike. Meksikanci čine 7,3 % stanovništva te se očekuje kako će u budućnosti njihov broj značajno rasti. 
Oko 12,9 % stanovništva čine Afroamerikanci ili ljudi crne rase. Ekonomskim migracijama rašireni su po cijelom SAD-u, ali najviše ih je na jugu zemlje. 
Amerikanaca azijskog podrijetla, uključujući domorodačko Havajsko stanovništvo, ima manje od 4 %. Većina ih je koncentrirana na Havajima te na zapadnoj obali. To su većinom imigranti s Filipina, iz Kine, Indije, Vijetnama, Južne Koreje i Japana. 
Indijanci starosjedioci čine 1 % stanovništva, a oko 35 % ih živi u rezervatima.

### Religija
Oko 80 % Amerikanaca se smatra kršćanima različitih denominacija, što je pad u odnosu na 1990., kada je oko 90 % Amerikanaca pripadalo Kršćanstvu. Oko 26 % je katolika, posebno na sjeveroistoku i srednjem zapadu. Različitim protestantskim denominacijama pripada oko 54 % Amerikanaca. U južnim državama većina su baptisti (17,2 %) i metodisti (7,2 %). Oko 1,4 % Amerikanaca pripada židovstvu. Ostalih 18 % čine ljudi bez religije, kao i muslimani, hinduisti i budisti. 
Amerika spada u visoko religiozne zemlje. Prema Gallup-procjeni iz 2009. godine, oko 44 % Amerikanaca prisustvuje misi jednom tjedno. Ipak postoji razlika među saveznim državama. Tako je religioznost izraženija na jugu i srednjem zapadu nego na sjeveroistoku i zapadnoj obali.

### Prastanovnici
373 949 državljana SAD-a govori nekim od indijanskih jezika kao materinskim, najviše navajo jezikom (170 822).

## Kultura
Američka kultura je specifična po tome što Amerikanci kao nacija nisu postojali prije 1776. godine, ali umjetnost se počela stvarati skoro istom po iskrcavanju prvih slobodnih ljudi u Novom svijetu. Vrijedi spomenuti neke književnike:
- James Fenimore Cooper (1789. – 1851.)
- Ralph Waldo Emerson (1803. – 1882.)
- Nathaniel Hawthorne (1804. – 1864.)
- Edgar Allan Poe (1809. – 1849.)
- Henry David Thoreau (1817. – 1862.)
- Herman Melville (1819. – 1891.)
- Walt Whitman (1819. – 1892.)
- Emily Dickinson (1830. – 1886.)
- Mark Twain (1835. – 1910.)
- Henry James (1843. – 1916.)
- Jack London (1876. – 1916.)
- Thomas Stearns Eliot (1888. – 1965.)
- Eugene O'Neill (1888. – 1953.)
- Pearl S. Buck (1892. – 1973.)
- William Faulkner (1897. – 1962.)
- Ernest Hemingway (1899. – 1961.)
- John Steinbeck (1902. – 1968.)
- Jerome David Salinger (1919. – 2010.)
- Saul Bellow (1921. – 1994.)
- Toni Morrison (1931. – 2019.)

kao i skladatelja Georgea Gershwina (1898. – 1937.).

## Politička podjela
SAD se sastoji od 50 saveznih država koje su unutar sebe podijeljene na 3.141 okruga i okružnih ekvivalenata (2006.).

## Vanjske poveznice
Vodič: United States of America na Wikivoyageu

### Vlada
- Službena stranica vlade
- Službena stranica skupštine
- Službena stranica senata
- Službena stranica Bijele kuće
- Službena stranica vrhovnog suda

### Podaci
- Ulaz na World Factbook  Arhivirana inačica izvorne stranice od 25. prosinca 2018. (Wayback Machine)
- Agencijske informacije  Arhivirana inačica izvorne stranice od 9. listopada 2011. (Wayback Machine)
- Library of Congress
- Informacije o svim saveznim državama
- Encyclopædia Britannica
- SAD – Open Directory Project  Arhivirana inačica izvorne stranice od 23. rujna 2011. (Wayback Machine)
- Cenzus i ekonomija
- Informacije o stanovništvu  Arhivirana inačica izvorne stranice od 2. studenoga 2006. (Wayback Machine)
- Populacija, poslovi
- Ekonomija, priroda i energija

### Povijest
- Povijesni dokumenti
- Povijest i ustav  Arhivirana inačica izvorne stranice od 12. prosinca 2006. (Wayback Machine)
- Povijesni podaci

### Mape
- Atlas SAD-a  Arhivirana inačica izvorne stranice od 20. srpnja 2006. (Wayback Machine)
- SAD – Wikimapia